# La Grave
La Grave é uma comuna francesa na região administrativa da Provença-Alpes-Costa Azul, no departamento de Altos-Alpes. Estende-se por uma área de 126,91 km². Em 2010 a comuna tinha 492 habitantes (densidade: 3,9 hab./km²).
Pertence à rede das As mais belas aldeias de França.